# 3519 Ambiorix
3519 Ambiorix (1984 DO) là một tiểu hành tinh vành đai chính được phát hiện ngày 23 tháng 2 năm 1984 bởi Debehogne, H. ở La Silla.